# Boca dos Namorados

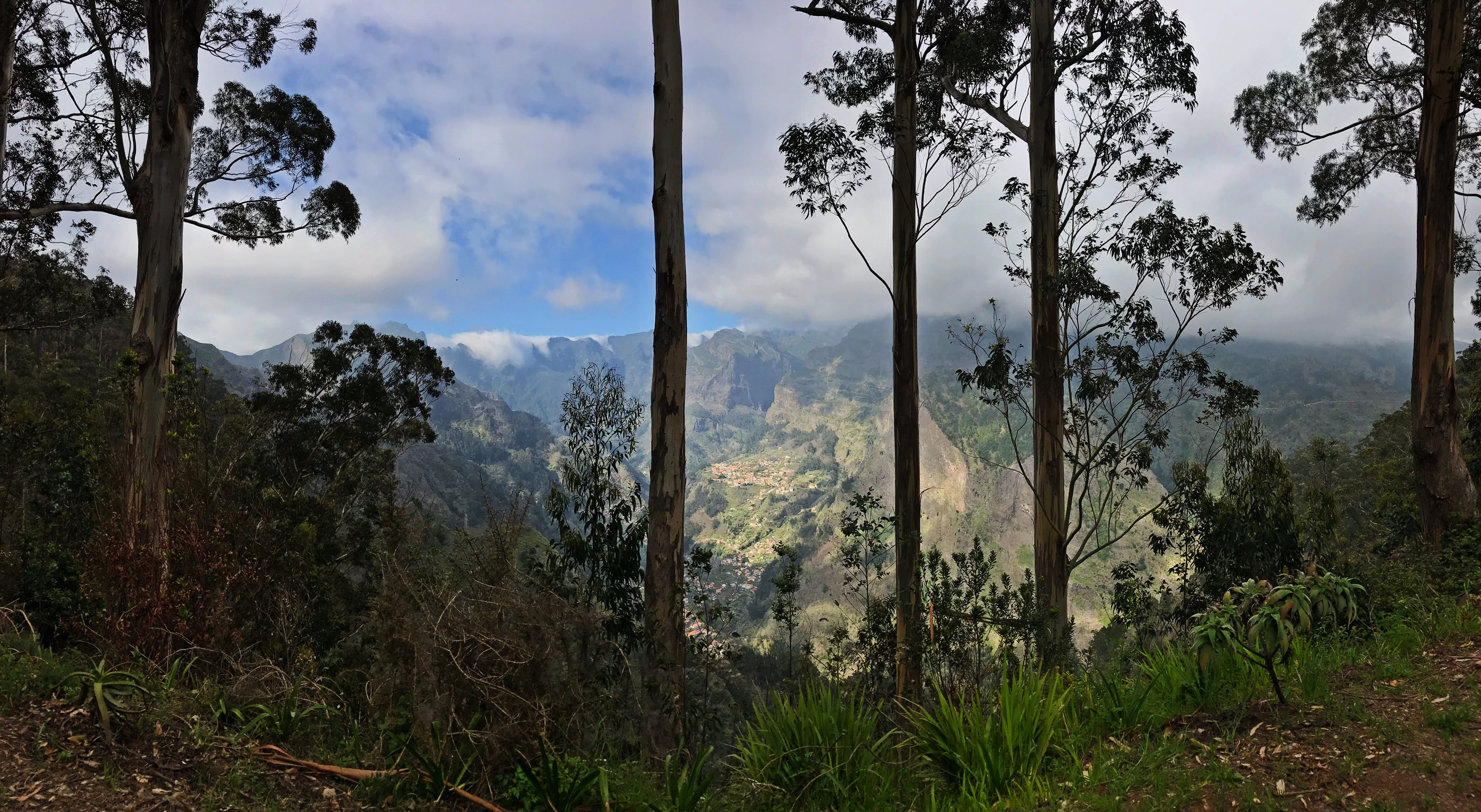
Blick nach Süden auf Estreito de Câmara de Lobos vom Boca dos Namorados (2019)

Boca dos Namorados ist ein Aussichtspunkt auf Madeira in 1019 m Höhe. Er gehörte bis zum 5. Juli 1996 zur Gemeinde Câmara de Lobos und anschließend zu der neu geschaffenen Gemeinde Jardim da Serra. 
Er war jahrelang ein Durchgangspunkt auf dem Fußweg über einen Bergkamm vom südlichen Estreito de Câmara de Lobos, hier etwa auf 555 m Höhe, nach dem nördlichen Curral das Freiras. Sein Panoramablick umfasst nicht nur Curral das Freiras von seiner Südseite aus, sondern auch die Innenstadt von Funchal, wenn man zum Pico dos Bodes aufsteigt. Der Aussichtspunkt bietet außerdem Platz für Picknicks, Grillmöglichkeiten und Parkplätze.
Die Namensherkunft ist ungesichert, jedoch schuf der madeirische Schriftsteller und Lyriker Joaquim Pestana im 19. Jahrhundert eine passende Ortslegende von zwei Verliebten.